# Malda Baumgartė
Malda Baumgartė (7 de enero de 1965) es una deportista lituana que compitió en atletismo adaptado. Ganó tres medallas en los Juegos Paralímpicos de Verano en los años 1992 y 1996.

## Palmarés internacional
| Juegos Paralímpicos | Juegos Paralímpicos      | Juegos Paralímpicos | Juegos Paralímpicos |
| Año                 | Lugar                    | Medalla             | Prueba              |
| ------------------- | ------------------------ | ------------------- | ------------------- |
| 1992                | Barcelona (España)       | Medalla de bronce   | Pentatlón PW3-4     |
| 1996                | Atlanta (Estados Unidos) | Medalla de oro      | Disco F41           |
| 1996                | Atlanta (Estados Unidos) | Medalla de oro      | Peso F41            |